# Jef Demuysere

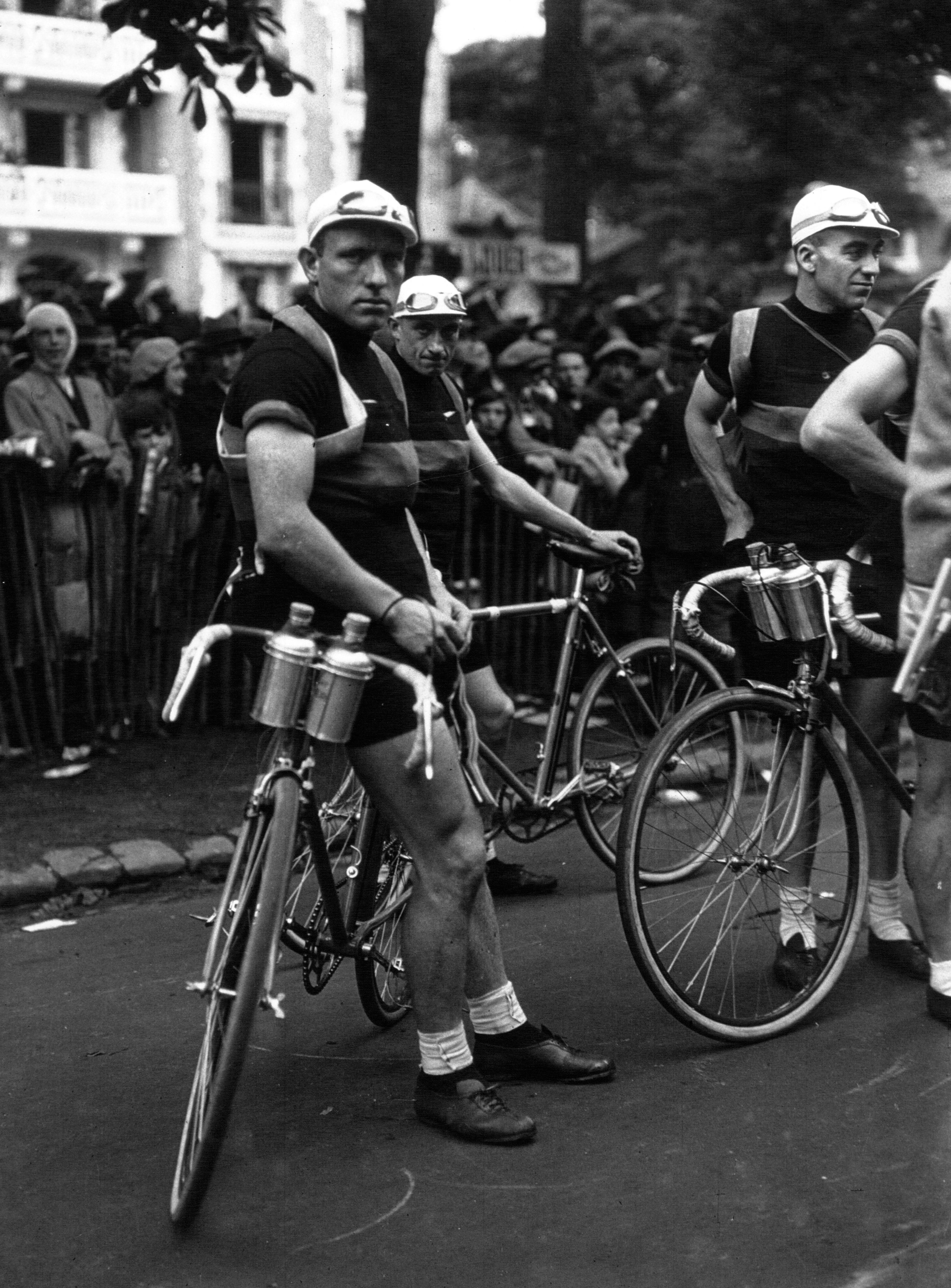
Jef Demuysere bei der Tour de France 1932

Joseph „Jef“ Demuysere (* 26. Juli 1907 in Wervik; † 30. April 1969 in Antwerpen) war ein belgischer Radrennfahrer.
Jef Demuysere war Profi-Radrennfahrer von 1929 bis 1939. 1926 gewann er Paris-Arras und 1927 die Flandern-Rundfahrt in der Klasse der Unabhängigen. 1929 siegte er bei Paris–Longwy, 1930 beim Circuit de Morbihan, 1931 beim Omloop der Vlaamse Gewesten. 1932 wurde er belgischer Meister im Querfeldeinrennen und 1935 nationaler Vize-Meister im Straßenrennen. Ein Höhepunkt seiner Laufbahn war der Sieg 1934 bei Mailand–Sanremo.
Viermal startete Demuysere bei der Tour de France und belegte jedes Mal einen Platz unter den ersten Zehn: 1929 wurde er Dritter und gewann eine Etappe, 1930 Vierter, 1931 wurde er Zweiter und gewann zwei Etappen und 1932 Achter. 1932 und 1933 wurde er jeweils Zweiter des Giro d’Italia. 1934 belegte er Platz elf. Zweimal wurde er Sechster bei Paris–Roubaix.
Zum 100. Geburtstag von Jef Demuysere fanden in seiner Geburtsstadt zahlreiche Feierlichkeiten statt. Eine Skulptur von ihm wurde von der Radrennfahrerin Willy Kanis enthüllt.